# Geschichte der Nutzfahrzeugindustrie

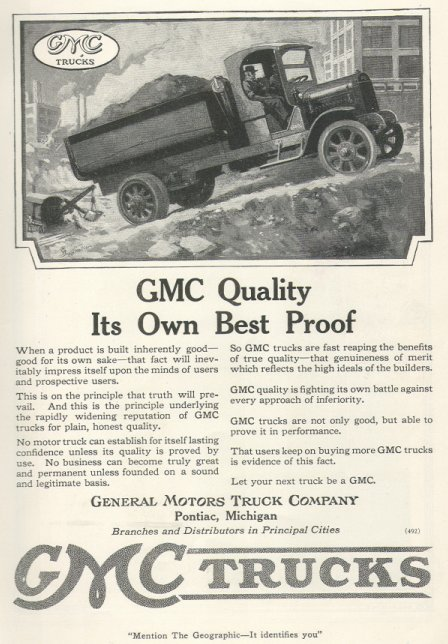
Lkw-Werbung anno 1919

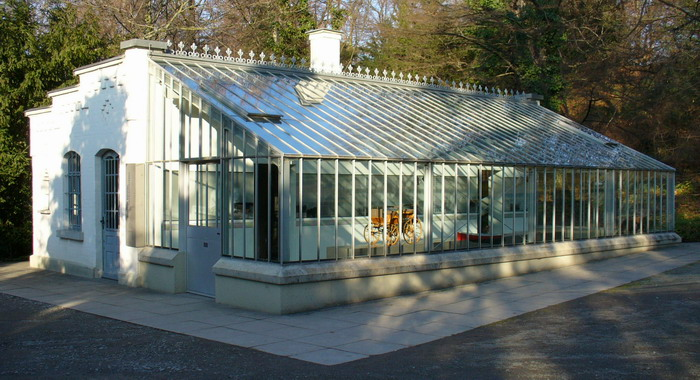
Die Anfänge: Gottlieb Daimlers Versuchswerkstatt in Cannstatt (1883)

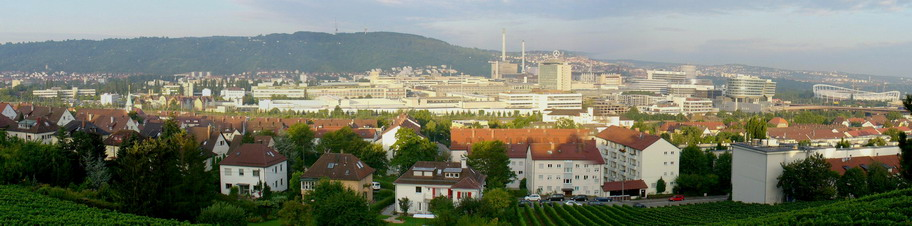
Heute: Moderne Kraftfahrzeugindustrie der Daimler AG in Stuttgart-Untertürkheim (2005)

Die Geschichte der Nutzfahrzeugindustrie beginnt mit der Erfindung von Omnibus und Lastkraftwagen Ende des 19. Jahrhunderts. Bis zum Ersten Weltkrieg entfaltete sich eine vielfältige Nutzfahrzeugindustrie, in der sich zahlreiche Unternehmen im Nutzfahrzeugbau engagierten. Technisch entwickelten sich die Nutzfahrzeuge in dieser Zeit aus Fuhrwerken bzw. Kutschen abgeleiteten Bauformen zu technisch anspruchsvolleren aber aus heutigen Maßstäben immer noch relativ einfach konstruierten Fahrzeugen weiter.

## Zwischenkriegszeit ab 1918
Weltweit kam es während der Zwischenkriegszeit und Weltwirtschaftskrise auch in der Nutzfahrzeugindustrie zu einer Konsolidierung und Konzentration, wobei viele kleine Betriebe wie handwerkliche Stellmachereien und Karosseriebauunternehmen in größeren Unternehmen aufgingen.
Speziell zur Entwicklung der deutschen Nutzfahrzeugindustrie von den Anfängen bis zum Zweiten Weltkrieg: 

## Wiederaufrüstung und Zweiter Weltkrieg 1933–1945
Während die Wiederaufrüstung in Deutschland und die Kriegswirtschaft im Zweiten Weltkrieg einen weltweiten Boom der industriellen Fahrzeugproduktion insbesondere in der Nutzfahrzeugindustrie mit sich brachte, lag nach dem Zweiten Weltkrieg vor allem die gesamte deutsche Industrie in Trümmern, zum Teil auch die von Kampfhandlungen und Demontage betroffenen Industrien der anderen besiegten Achsenmächte sowie der von der Wehrmacht während des Krieges besetzten Gebiete.

## Wirtschaftswunder und Planwirtschaft nach 1945
Während vor allem aus den USA und England durch Konversion der unter Kriegswirtschaft entwickelten Industrien mit zunehmender Massenproduktion ein großes Angebot auf einen sich weltweit rasch entwickelnden Markt traf, wurde speziell in Deutschland die gesamte Industrie durch die Gründung der Bundesrepublik Deutschland und der Deutschen Demokratischen Republik in zwei Staaten mit unterschiedlichen Wirtschaftssystemen geteilt, so dass auch die Geschichte der deutschen Nutzfahrzeugindustrie getrennte Wege nahm:
- Im Westen entfaltete sich das Wirtschaftswunder, in dem auch die deutsche Nutzfahrzeugindustrie eine Blütephase erlebte. Mit Ende des Wirtschaftswachstums setzte ab Mitte der 1960er-Jahre eine Konsolidierung und Konzentration der deutschen Nutzfahrzeugindustrie auf nur noch zwei große Lkw-Hersteller bis 1980 ein (Mercedes-Benz und MAN).

- Hinter dem Eisernen Vorhang war auch die Fahrzeugindustrie durch Mangel und Planwirtschaft geprägt, in deren Schatten sich allerdings einige kreative Lösungen wie die Kunststoff-Karosserie des Trabant behaupteten und insbesondere der Zweitaktmotor auch für Motorräder ambitioniert weiter entwickelt wurde.

Auf technischer Seite ist die Nutzfahrzeugindustrie in der Zeit von 1945 bis 1990 von zahlreichen Innovationen geprägt:
- Der Frontlenker setzte sich gegen den Haubenwagen durch.
- Die Fahrzeuge wurden komfortabler und leistungsstärker. Der Dieselmotor setzte sich durch und verdrängte mit dem Benzinmotor und dem Zweitaktmotor vormals bedeutende Antriebsvarianten.

Über diesen Teil der Geschichte speziell in Deutschland informieren ausführlich die Hauptartikel Geschichte der westdeutschen Nutzfahrzeugindustrie von 1945 bis 1990 und Geschichte der ostdeutschen Nutzfahrzeugindustrie von 1945 bis 1990. 

## Entwicklung nach Ende des Kalten Krieges (ab 1990)

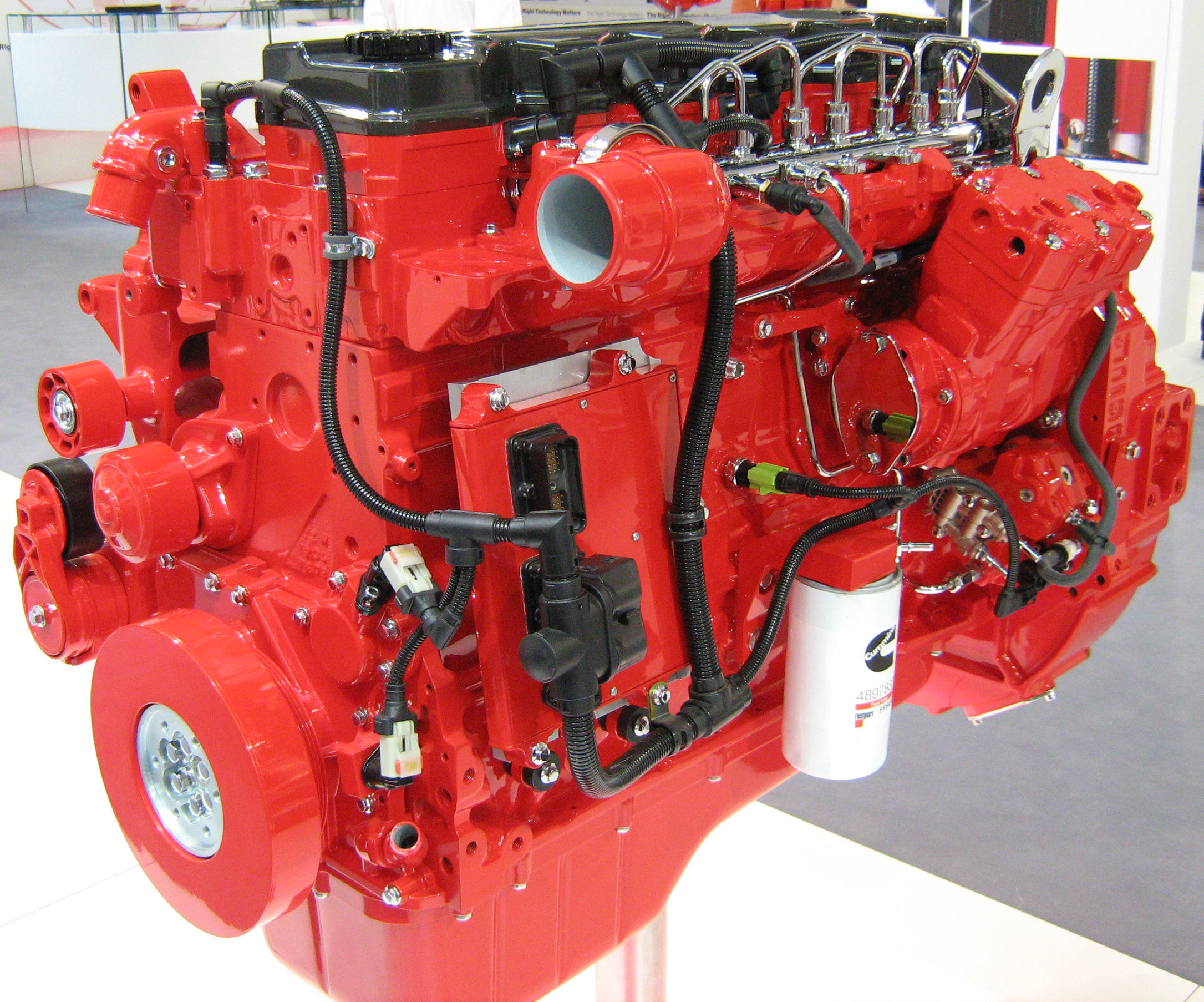
Cummins Engine Lkw-Motor (2008)
6 Zylinder, 6,7 Liter, 224 kW, High Common Rail Fuel System, NLC, Euro 5 (2008)

Nach Ende des Kalten Krieges und dem Mauerfall internationalisierte sich der Nutzfahrzeugmarkt weiter und neue Absatzmärkte brachten der Industrie weltweiten Aufschwung. Später traten mit China und anderen asiatischen Anbietern neue Herausforderer auf einen zunehmend gesättigten Markt. In dieser Zeit setzt sich vor allem die zunehmende Digitalisierung der Fahrzeugelektrik mit zahlreichen Innovationen der Motorsteuerung und Fahrzeugsicherheit durch. Die Weiterentwicklung der Motoren wurde geprägt von Bemühungen um Einsparung von Kraftstoff und geringere Schadstoffemission, in deren Zuge Abgasturbolader und Direkteinspritzung zum Standard wurden.
Über diesen Teil der Geschichte speziell in Deutschland informiert der Hauptartikel Geschichte der deutschen Nutzfahrzeugindustrie von 1990 bis heute.

## Jüngere Geschichte im Zeichen des Klimawandels
Bis heute stellt die Nutzfahrzeugindustrie weltweit und besonders auch in Deutschland einen volkswirtschaftlich bedeutenden Wirtschaftszweig dar, der im Schatten der populäreren Pkw-Industrie oft zu wenig wahrgenommen wird. Im Zeichen des Klimawandels und einer nicht nur in Deutschland zunehmenden Diskussion um Luftschadstoffe gerät auch die Nutzfahrzeugindustrie international unter neuen Innovationsdruck, insbesondere mit Bussen und Schienenfahrzeugen möglichst rasch emissionsfreie batterieelektrische (BEV) und Brennstoffzellenfahrzeuge (FCHV) auf den Markt zu bringen.